# Lista zabytków w Gudji
To jest lista zabytków w miejscowości Gudja na Malcie, które są umieszczone na liście National Inventory of the Cultural Property of the Maltese Islands.

## Lista
| Nazwa zabytku                                               | Lokalizacja                                                     | Współrzędne                                             | Nr na liście NICPMI | Zdjęcie |
| ----------------------------------------------------------- | --------------------------------------------------------------- | ------------------------------------------------------- | ------------------- | ------- |
| Il-Ġnien tal-Kmand                                          | Triq Bir Miftuħ                                                 | 35°51′04,1″N 14°29′57,5″E/35,851153 14,499306           | 1167                |         |
| Palazzo Dorell                                              | Triq Ħal-Tarxien                                                | 35°51′01,8″N 14°30′23,7″E/35,850500 14,506583           | 1168                |         |
| Kaplica Matki Bożej                                         | Triq Santa Marija                                               | 35°51′05,9″N 14°29′50,8″E/35,851639 14,497444           | 1806                |         |
| Nisza Matki Boskiej Bolesnej                                | Triq Ħal-Għaxaq / Triq Ħal-Tarxien                              | 35°51′04,0″N 14°30′27,5″E/35,851111 14,507639           | 1807                |         |
| Nisza Matki Boskiej Łaskawej                                | 117-119, Triq Santa Marija                                      | 35°51′02″N 14°30′04″E/35,850556 14,501111               | 1808                |         |
| Nisza Matki Bożej z Lourdes                                 | 40, Burglat                                                     | 35°50′58,2″N 14°30′09,6″E/35,849514 14,502681           | 1809                |         |
| Kościół Zwiastowania                                        | Triq L-Annunzjata                                               | 35°50′57,0″N 14°30′10,6″E/35,849167 14,502944           | 1810                |         |
| Nisza Matki Bożej od Paska                                  | Triq L-Annunzjata / Triq Raymond Caruana                        | 35°50′57,1″N 14°30′13,6″E/35,849194 14,503792           | 1811                |         |
| Nisza Wniebowzięcia                                         | Triq il-Kbira / Triq San Ciru                                   | 35°50′53″N 14°30′10″E/35,848056 14,502778               | 1812                |         |
| Statua św. Józefa                                           | Triq il-Kbira (obok kościoła)                                   | 35°50′53,9″N 14°30′10,1″E/35,848319 14,502806           | 1813                |         |
| Statua Wniebowzięcia                                        | Triq il-Kbira (obok kościoła)                                   | 35°50′52,2″N 14°30′09,1″E/35,847833 14,502528           | 1814                |         |
| Krzyż                                                       | Triq il-Kbira / Triq Ġilormu Cassar                             | 35°50′50,6″N 14°30′08,2″E/35,847389 14,502278           | 1815                |         |
| Nisza Matki Bożej Różańcowej                                | Triq Ġilormu Cassar / Triq il-Kbira                             | 35°50′50,3″N 14°30′08,0″E/35,847306 14,502222           | 1816                |         |
| Pusta nisza (Matki Bożej Różańcowej)                        | 40, Triq San Mark                                               | 35°50′50,8″N 14°30′05,7″E/35,847444 14,501583           | 1817                |         |
| Nisza Świętej Rodziny                                       | 34, Triq San Mark                                               | 35°50′51,4″N 14°30′05,8″E/35,847611 14,501611           | 1818                |         |
| Nisza św. Antoniego                                         | 28, Triq San Mark                                               | 35°50′51,9″N 14°30′05,8″E/35,847750 14,501611           | 1819                |         |
| Nisza Wniebowzięcia                                         | Triq iż-Żebbuġa                                                 | 35°50′53,2″N 14°30′07,7″E/35,848111 14,502139           | 1820                |         |
| Nisza św. Pawła (statua usunięta)                           | Triq id-Dejqa / Triq Santa Katerina                             | 35°50′53,2″N 14°30′12,3″E/35,848111 14,503417           | 1821                |         |
| Nisza Niepokalanego Poczęcia                                | 30, Triq San Ciru                                               | 35°50′51,4″N 14°30′12,2″E/35,847611 14,503375           | 1822                |         |
| Nisza św. Józefa                                            | Triq San Ciru / Triq Santa Katerina                             | 35°50′51,6″N 14°30′12,3″E/35,847667 14,503417           | 1823                |         |
| Statua Wniebowzięcia                                        | 11, Triq Santa Katerina                                         | 35°50′55,5″N 14°30′14,2″E/35,848750 14,503944           | 1824                |         |
| Kaplica św. Katarzyny                                       | 61, Triq Raymond Caruana                                        | 35°50′58,3″N 14°30′16,0″E/35,849528 14,504444           | 1825                |         |
| Nisza Matki Bożej z Góry Karmel                             | 35-37, Triq Raymond Caruana                                     | 35°50′59,4″N 14°30′17,6″E/35,849833 14,504889           | 1826                |         |
| Nisza Chrystusa Króla                                       | "Kristu Re", 104, Triq Raymond Caruana                          | 35°50′55,6″N 14°30′12,2″E/35,848764 14,503375           | 1827                |         |
| Nisza Matki Bożej Światłości                                | 115, Triq il-Kbira                                              | 35°50′46,1″N 14°30′07,0″E/35,846139 14,501944           | 1828                |         |
| Nisza św. Józefa                                            | Triq il-Magħsar / Triq San Pawl                                 | 35°50′53,8″N 14°30′02,4″E/35,848278 14,500681           | 1829                |         |
| Nisza Matki Bożej Loretańskiej                              | Triq ta’ Loreto                                                 | 35°50′36,3″N 14°30′08,4″E/35,843417 14,502333           | 1830                |         |
| Kościół Matki Bożej Loretańskiej                            | Triq Ta’ Loretu / Triq Ħal Far                                  | 35°50′30,0″N 14°30′02,5″E/35,841667 14,500694           | 1831                |         |
| Statua Niepokalanego Poczęcia                               | na farmie w pobliżu kościoła Matki Bożej Loretańskiej           | 35°50′35″N 14°30′12″E/35,843056 14,503333 (przybliżone) | 1832                |         |
| Statua św. Pawła                                            | na farmie w pobliżu kaplicy Matki Bożej Loretańskiej            | 35°50′35″N 14°30′12″E/35,843056 14,503333 (przybliżone) | 1833                |         |
| Statua św. Pawła                                            | Vjal l-Avjazzjoni (naprzeciw parkingu dla pracowników lotniska) | 35°50′50,4″N 14°29′56,3″E/35,847333 14,498986           | 1834                |         |
| Kościół Wniebowzięcia Najświętszej Maryi Panny (parafialny) | Triq il-Kbira                                                   | 35°50′53,7″N 14°30′08,2″E/35,848250 14,502278           | 1835                |         |